# 孔戈斯特河

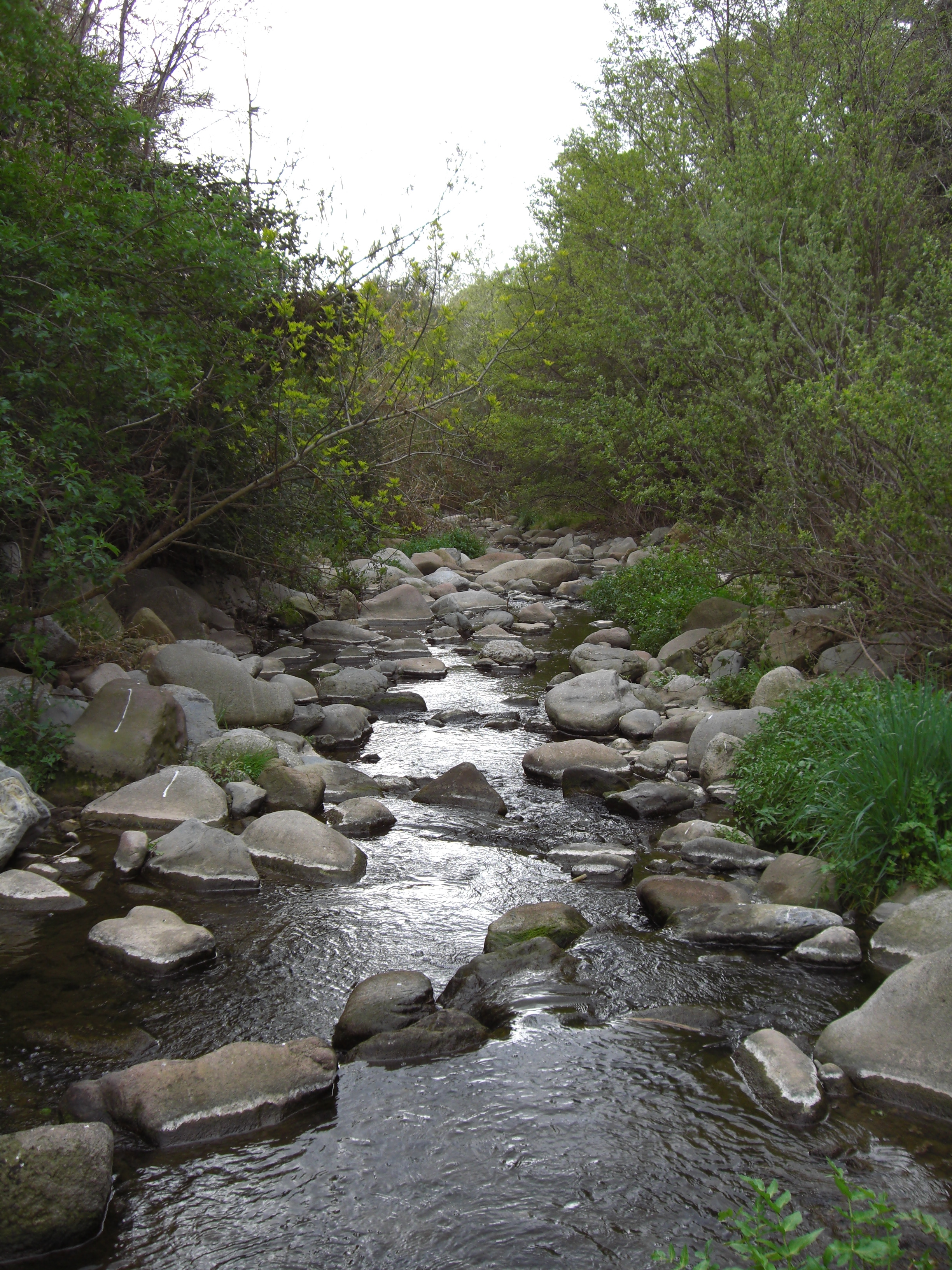
孔戈斯特河

孔戈斯特河（西班牙語：Río Congost）是西班牙的河流，屬於貝索斯河流域的一部分，河道全長41公里，流域面積225平方公里，平均流量每秒0.56立方米，1994年10月10日錄得流量每秒750立方米。